# المرافعة (مسلسل)
المسلسل عرض في رمضان 1435 هـ تأليف تامر عبد المنعم إخراج عمر الشيخ

## قصة المسلسل
تدور أحداث المسلسل في إطار سياسي تشويقي، عن رجل أعمال فاسد مشهور بعلاقاته النسائية المتعددة، رغم اعتراض زوجته وضيقها بالأمر كله، حتى يتزوج من فنانة شهيرة، لكنها تُقتل، ليتم اتهامه هو بقتلها، مع آخرين، حتى يتم التوصل في النهاية إلى القاتل الحقيقي.

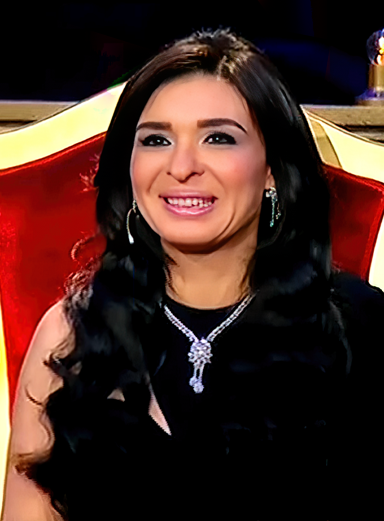
دينا في دور نادية وحيد

## طاقم التمثيل
- باسم ياخور
- فاروق الفيشاوي
- نيرة عارف
- سميحة ايوب
- تامر عبد المنعم
- دينا
- دوللي شاهين
- أحمد راتب
- محسن محيي الدين